# Rybnicko-Jastrzębskie Gwarectwo Węglowe
Rybnicko-Jastrzębskie Gwarectwo Węglowe (1984–1988) - struktura organizacyjna, zrzeszająca kopalnie Rybnickiego Okręgu Węglowego. Gwarectwo powstało na bazie Zrzeszenia Kopalń Węgla Kamiennego w Jastrzębiu Zdroju.
Część kopalń tworzących Gwarectwo weszło w skład utworzonej 1 stycznia 1989 roku efemerycznej organizacji Przedsiębiorstwo Eksploatacji Węgla "Południe" z siedzibą w Jastrzębiu-Zdroju.
W skład Rybnicko-Jastrzębskiego Gwarectwa Węglowego wchodziły następujące kopalnie:
1. KWK 1 Maja - w Wodzisławiu Śląskim, budowana pod nazwą Mszana[3].
2. KWK Anna w Wodzisławiu Śląskim - Pszowie
3. KWK Borynia w Jastrzębiu Zdroju - Boryni
4. KWK Chwałowice - w Rybniku - Chwałowicach, nazywana w przeszłości: Donnersmarck[4].
5. KWK Jankowice - w Rybniku - Boguszowicach, nazywana wcześniej: Blücherschächte, Szyby Blüchera lub Blücher, Szyby Jankowice[5].
6. KWK Jastrzębie w Jastrzębiu Zdroju
7. KWK Krupiński w Suszcu
8. KWK Manifest Lipcowy w Jastrzębiu Zdroju
9. KWK Marcel - w Wodzisławiu Śląskim - Radlinie, nazywana w przeszłości: Emma, Ema[5].
10. KWK Morcinek w Kaczycach
11. KWK Moszczenica w Jastrzębiu Zdroju - Moszczenicy
12. KWK Rydułtowy - w Wodzisławiu Śląskim - Rydułtowach, nazywana w przeszłości: Charlotte, Charlotta[5].
13. KWK Rymer - w Rybniku - Niedobczycach nazywana w przeszłości: Römer[5].
14. KWK XXX-lecia PRL w Pawłowicach
15. KWK Związek Młodzieży Polskiej - w Żorach - Roju nazywana również kopalnią Świerklany lub Żory[3].